# Adilio Pugliese
Adilio Pugliese (Isola d'Istria, 31 luglio 1926 – Lodi, 23 gennaio 2002) è stato un calciatore italiano, di ruolo terzino.

## Carriera
Ha militato in Serie A nella stagione di Serie A 1954-1955, con la maglia della SPAL esordendo il 19 settembre 1954 a Ferrara contro l'Atalanta e collezionando complessivamente 24 presenze. Ha inoltre disputato 5 campionati di Serie B con Brescia e Fanfulla. Con il Brescia ha esordito nel campionato di Serie B, l'8 dicembre 1947 in Como-Brescia (1-0).